# Jacques-François Chéreau
Pour les articles homonymes, voir Chéreau.
Jacques-François Chéreau né le 14 octobre 1742 à Paris où il est mort le 16 mai 1794, est un graveur et marchand d'estampes français.

## Biographie
Issu d'une famille de graveurs originaire de Blois, Jacques-François est le fils de François II Chéreau (1717-1755), lequel tint boutique avec sa mère Marguerite, veuve de François Chéreau, installée dans le quartier de la rue des Mathurins-Saint-Jacques à Paris, à l'enseigne « Aux deux piliers d'or ».
Le 31 mars 1768, par le biais de sa mère Geneviève-Marguerite, la vente des biens inventoriés de son père Francois II Chéreau (mort le 22 février 1755) est effective, permettant à Jacques-François de commencer commerce.
Le 6 février 1769, il épouse à Paris, Louise Foy[s] de Vallois (1749-1771), exerçant l'activité de graveur, dont une fille, Anne-Louise, né le 20 avril 1771.
En décembre 1773, il rachète une partie des planches provenant du graveur Laurent Cars. En août 1776, son grand-père maternel, Jacques Chéreau (1688-1776), lui vend pour 24 000 livres tournois (une somme importante à l'époque), son fonds de planches gravées et d'épreuves. 
En 1787, Jacques-François Chéreau se retire du commerce ; son fonds, qui comptait des dizaines de milliers de planches, estampes et plaques, fut vendu au graveur lyonnais François Étienne Joubert (?-1850), avec le pas-de-porte, la marque et le livre de comptes. En 1821, Joubert publie un Manuel de l'amateur d'estampes avec le matériel du fonds Chéreau,.
Chéreau se retire au début de l'année 1794 au Mesnil-Aubry, près d'Écouen, tout en conservant son domicile à Paris, rue de Seine. Son corps est retrouvé dans la Seine à Meudon le 16 mai 1794, deux semaines après la condamnation à mort de son gendre Martin de L'Agenais par le Tribunal révolutionnaire.